# Mögliche Welt
In Philosophie, Logik sowie der sprachwissenschaftlichen Semantik dient der Begriff der möglichen Welt dazu, die Bedeutung von modalen Aussagen zu erklären, das heißt von Aussagen, die ihren Gehalt mit Modalbegriffen wie „möglich“ und „notwendig“ qualifizieren (siehe auch Modallogik sowie Modalität (Sprachwissenschaft)). Der Begriff der „possible-world semantics“ wurde durch den US-amerikanischen Mathematiker, Logiker, Philosophen und Linguisten Richard Montague geprägt.
Um die Wahrheit einer modalen Aussage beurteilen zu können, reicht es nicht aus zu wissen, ob der ausgedrückte Sachverhalt tatsächlich vorliegt oder nicht:
1. Es ist möglich, dass die Erde eine Scheibe ist.
2. Es ist notwendig, dass die Erde kugelförmig ist.

Das Wissen, dass die Erde tatsächlich kugelförmig ist, gibt noch keinen Aufschluss darüber, ob (1) es möglich wäre, dass die Erde eine andere Form hätte; oder ob (2) es notwendig ist, dass die Erde Kugelgestalt hat, ob sie also gar nicht anders beschaffen sein könnte.
Als mögliche Welt bezeichnet man eine die Logik achtende Vorstellung, wie die Realität beschaffen sein könnte – also eine logisch konsistente Gesamtheit von Vorstellungen der möglichen Sachverhalte. Eine Möglichkeitsaussage wird dann insgesamt als wahr bezeichnet, wenn sie in einer solchen Welt („in mindestens einer möglichen Welt“) erfüllt ist; eine Notwendigkeitsaussage wird als wahr bezeichnet, wenn sie in allen solchen Welten („in allen möglichen Welten“) erfüllt ist. Der modale Realismus, dessen bekanntester Vertreter im 20. Jahrhundert David K. Lewis gewesen sein dürfte, fasst diese möglichen Welten als zutreffende Vorstellungen von Parallelwelten auf.

## Möglichkeit, Notwendigkeit und Kontingenz
Philosophen, die den Begriff der möglichen Welt benutzen, unterscheiden die Vorstellung vom tatsächlichen Stand der Dinge – die tatsächliche „Welt“, oft auch „aktuale Welt“ oder „Wirklichkeit“ genannt – von anderen Vorstellungen, wie die Dinge liegen könnten. Die tatsächliche oder aktuale Welt ist die zutreffende Vorstellung von der Realität (besser Wirklichkeit), so wie jene der Fall ist. Die übrigen Welten werden kontrafaktische mögliche Welten genannt.
Wesentlich ist, dass es sich bei den kontrafaktischen möglichen Welten um Vorstellungen, beispielsweise Ergebnisse von Gedankenspielen handelt, mit den Worten Saul A. Kripkes: „Mögliche Welten werden festgelegt und nicht durch mächtige Teleskope entdeckt.“ Aus Sicht der Logik gibt es keine Einschränkungen hinsichtlich der Frage, welche „Welten“, d. h. welche Vorstellungen gebildet werden dürfen und welche nicht – solange die Logik nicht missachtet wird. Die Frage, welche Vorstellungen tatsächlich möglich sind, ist philosophischer Natur und kommt erst dann zum Tragen, wenn man das Konzept der möglichen Welten auf außerlogische Fragestellungen anwenden möchte.
Die Beziehung zwischen Aussagen und möglichen Welten ist sehr eng: Jede gegebene Aussage ist in jeder angenommenen möglichen Welt entweder wahr oder falsch; daraus lässt sich dann der modale Zustand einer Proposition ableiten, verstanden als die beiden Mengen möglicher Welten, in denen sie wahr und in denen sie falsch ist. Damit lassen sich folgende weitere Begriffe bilden, siehe hierzu David Kellogg Lewis On the Plurality of Worlds (1986):
- Wahr sind solche Aussagen, die in der aktualen Welt wahr sind (z. B. „Gerhard Schröder wurde 1998 Bundeskanzler.“")
- Falsch sind solche Aussagen, die in der aktualen Welt falsch sind (z. B. „Angela Merkel wurde 1998 Bundeskanzlerin.“)
- Möglich sind solche Aussagen, die in wenigstens einer möglichen Welt wahr sind (z. B. „Esther Schweins wurde 1998 Bundeskanzlerin.“)
- Kontingent sind solche Aussagen, die in mindestens einer möglichen Welt wahr und in mindestens einer möglichen Welt falsch sind (z. B. „Gerhard Schröder wurde 1998 Bundeskanzler“).
- Notwendig sind solche Aussagen, die in allen möglichen Welten wahr sind (z. B. „Alle Kreise sind rund.“)
- Unmöglich sind solche Aussagen, die in allen möglichen Welten falsch sind (z. B. „Es gibt rechteckige Kreise.“)

Die Idee von möglichen Welten wird meist mit Gottfried Wilhelm Leibniz in Verbindung gebracht, der mögliche Welten als Vorstellungen im Geist Gottes begriff und den Ausdruck dahingehend verwendete, dass die tatsächlich geschaffene Welt aufgrund der Allgüte und Allmacht Gottes folglich die beste aller möglichen Welten darstellen müsste.
Allerdings hat die Forschung Spuren dieser Idee auch schon bei früheren Philosophen nachgewiesen, so etwa in den Schriften von Lucretius, Averroes oder John Duns Scotus. Der moderne Gebrauch dieses Begriffs wurde hingegen entscheidend von Rudolf Carnap (der sich ausdrücklich auf Leibniz bezog) und von Saul Kripke geprägt.

## Formale Semantik der Modallogik
Eine aus der Semantik möglicher Welten abgeleitete systematische Theorie wurde erstmals in den 1950er-Jahren von Saul Kripke und anderen damaligen Philosophen entwickelt. Ähnlich der obigen Vorgangsweise wurde der Begriff der möglichen Welt dazu verwendet, eine Semantik für Aussagen über Möglichkeit und Notwendigkeit zu etablieren: Eine Aussage in der Modallogik wird als möglich bezeichnet, wenn sie in mindestens einer möglichen Welt wahr ist. Eine Aussage gilt als notwendig, wenn sie in allen möglichen Welten wahr ist; und eine Aussage gilt als wahr beziehungsweise als falsch, wenn sie zumindest in der Wirklichkeit (der tatsächlichen, aktualen Welt) wahr bzw. falsch ist. dazu auch die Tabelle unter „Diverse Theorien zu möglichen Welten“. (Beachte, dass nach dieser Definition alle notwendigen Aussagen auch möglich und wahr sind.)
Der Ausdruck „Mögliche-Welten-Semantik“ wird häufig synonym mit „Kripke-Semantik“ gebraucht; oft wird aber auch der Begriff „Mögliche-Welten-Semantik“ auf die Analyse alethischer Formen von Logik, d. h. solcher, die sich mit der Wahrheit und Falschheit von Aussagen beschäftigen, beschränkt. Demgegenüber eignet sich die Kripke-Semantik auch für solche Logiken, die nicht mit der Wahrheit als solcher beschäftigt sind, z. B. für die deontische Logik, die Verbote und Erlaubnisse behandelt und analysiert. Schließlich ist der Begriff „Kripke-Semantik“ sprachlich neutraler, weil er im Gegensatz zur Rede von möglichen Welten nicht den Anklang eines modalen Realismus hat.

## Von der Modallogik zum philosophischen Werkzeug
Von dieser Grundlage aus entwickelte sich die Theorie möglicher Welten im Laufe der 1960er-Jahre zu einem zentralen Bestandteil vieler philosophischer Untersuchungen, darunter als vielleicht bekanntestes Beispiel die Analyse von kontrafaktischen Konditionalen mittels „näherer möglicher Welten“, wie sie von David Lewis und Robert Stalnaker vorangetrieben wurde. Nach dieser Analyse wird die Wahrheit von kontrafaktischen Aussagen (d. h. von Aussagen, die diskutieren, was geschehen wäre, wenn das und das der Fall gewesen wäre) durch die Wahrheit der dazu am nächsten liegenden möglichen Welt (oder der Menge der dazu am nächsten liegenden möglichen Welten) bestimmt, in der diese Bedingungen auftreten. Dabei liegt eine mögliche Welt W1 hinsichtlich R umso näher zu einer anderen möglichen Welt W2, je höher die Anzahl gleicher Sachverhalte bezüglich R ist, die sowohl in W1 als auch in W2 vorliegen. Je verschiedener diese Sachverhalte, desto weiter voneinander entfernt werden die beiden Welten hinsichtlich R liegen. Betrachte nun den folgenden Bedingungssatz: „Wenn Angela Merkel 2005 nicht Bundeskanzlerin der BRD geworden wäre, hätte es Gerhard Schröder wieder geschafft.“ Dieser Satz wird nun unter der „Mögliche Welten“-Analyse dahingehend gedeutet, dass er die folgende Aussage zum Ausdruck bringen wollte: „Für alle zu unserer wirklichen Welt in den relevanten Rücksichten nächstliegenden möglichen Welten gilt: Hätte Angela Merkel 2005 nicht die Bundestagswahlen der BRD gewonnen, wäre Gerhard Schröder stattdessen Bundeskanzler geworden.“ Wenn es nun eine (in den relevanten Hinsichten) nächstliegende mögliche Welt gibt, in der Gerhard Schröder nicht Bundeskanzler geworden wäre, muss, so die Analyse, die obige Aussage falsch sein.
Heutzutage spielt der Begriff einer möglichen Welt eine unvermindert wichtige Rolle in vielen zeitgenössischen Debatten, darunter beispielsweise im Zombie-Argument und der Möglichkeit der Supervenienz von physikalischen Eigenschaften in der Philosophie des Geistes. Außerdem ist eine heftige Debatte über den ontologischen Status von möglichen Welten entbrannt, vorangetrieben vor allem von David Lewis Annahme, dass die Rede von möglichen Welten am besten über unzählige, real existierende Welten neben unserer eigenen gerechtfertigt werden kann. Die entscheidende Frage ist dabei: Angenommen, dass die modale Logik funktioniert und dass zumindest einige Semantiken dafür korrekt sind: Wie kann man sich diese möglichen Welten vorstellen, auf die wir uns in unserer Interpretation modaler Aussagen beziehen? − Lewis selbst hat argumentiert, dass wir dabei dann tatsächlich über reale, ganz konkret existierende Welten quantifizieren, die ebenso eindeutig wie unsere eigene Welt existieren und sich nur durch ihre fehlenden räumlichen, zeitlichen und kausalen Bezüge zu dieser von ihr unterscheiden lassen. (Nach Lewis Auffassung ist die einzige „spezielle“ Eigenschaft unserer Welt eine rein relationale: Wir leben darin. Diese These wird als „die Indexikalität der Aktualität“ bezeichnet: „aktual“ ist hierbei dann nur noch ein indexikalischer Ausdruck wie „hier“ und „nun“). Andere Philosophen wie Robert Merrihew Adams und William Lycan haben dann auch Lewis Konzeption als Beispiel metaphysischer Extravaganz verworfen. Stattdessen wurde vorgeschlagen, sich mögliche Welten als maximal vollständige und in sich konsistente Mengen von Beschreibungen oder Propositionen über die Welt vorzustellen. (Lewis bezeichnet diese und ähnliche Vorschläge, wie sie auch von Alvin Plantinga und Peter Forrest vorgebracht wurden, als „modalen Ersatz-Realismus“; er meint, dass solche Theorien vergeblich versuchen würden, den maximalen Nutzen des Begriffs einer möglichen Welt für die Modallogik bei minimalen Einsatz an realistischen Annahmen auszuschöpfen.) Saul Kripke stellt sich in Naming and Necessity explizit der Lewis'schen These und verteidigt im Gegenzug einen stipulativen Ansatz, nach dem mögliche Welten als rein formale (logische) Entitäten und nicht als real existierende Welten oder Menge an konsistenten Propositionen charakterisiert werden können.

## Diverse Theorien zu möglichen Welten
| Person    | Name der Theorie                                                                   | Beschreibung | Zitat(e) |
| --------- | ---------------------------------------------------------------------------------- | --- | --- |
| Rubio     | Plures mundos possibiles                                                           | Possibiles sunt plures mundi specie, ac numero distincti: probatur vtrunque hoc argumento: non repugnat ex parte divinaæ omnipotentiæ, neque ex parte rei faciendæ, ergo posible est, vtroq; modo fieri plures. | „Posterior vero pars argumenti pro cedit ab initio in potentia, ad infiniti mundi sunt creabile in infinitum perfectiores, cum haec potentia possit reduci ad actum, poterunt dari infiniti mundi actu creati, & actu infiniti perfectiones secundum speciem.“ |
| Leibniz   | Theorie der Besten aller möglichen Welten                                          | Gott habe die beste aller möglichen Welten erschaffen. Wenn er eine Welt aus dem Möglichen ins Wirkliche überführen möchte, so brauche er einen zureichenden Grund, da er nicht willkürlich wählen könne. Das einzige Kriterium, das eine Welt aber qualitativ von allen anderen unterscheide, sei, die beste zu sein. Leibniz weist damit auf einen notwendigen Zusammenhang zwischen Gutem und Üblem hin: Es gebe nämlich Gutes, das nur zum Preis der Existenz von Übel zu haben sei. Die wirkliche Welt sei die beste u. a. in dem Sinne, dass das Gute in ihr auch von Gott nicht mit einem geringeren Maß an Übel verwirklicht werden könne. | „Wir leben in der besten aller möglichen Welten“ |
| Kripke    | Semantik für Aussagen über Möglichkeit und Notwendigkeit                           | Kripke führte eine Semantik der möglichen Welten ein. „Es ist möglich“ wird z. B. gleichgesetzt mit „es gibt eine mögliche Welt, in der es der Fall ist“ und „Es ist notwendig“ heißt „es ist in allen möglichen Welten der Fall“. | Es sei möglich gewesen, dass der Stab zu t eine andere Länge gehabt habe, heißt, es gibt eine mögliche Welt, in der er eine andere Länge hatte. Es sei notwendig, dass der Stab zu t eine andere Länge gehabt habe, heißt, in allen möglichen Welten hatte er eine andere Länge. |
| Lewis     | Modaler Realismus                                                                  | Es gebe mögliche Welten real und konkret. Diese seien raumzeitlich voneinander getrennt. Jede Welt sei raumzeitlich in sich abgeschlossen. Es gebe unendlich viele Welten, da es auch unendlich viele Möglichkeiten gebe. Die Welt, in der wir leben, sei die „aktuale“ Welt. In „fremden“, also nicht aktualen Welten gebe es „Doppelgänger“ der Dinge auf der realen Welt. Die Welt, in der mögliche Doppelgänger von uns leben, seien für diese, aber nicht für uns aktual (Indexikalität der Aktualität). Indem man den logischen Raum betrachte, könne man über alle möglichen Welten reden („de dicto“), doch „de re“ könne man fremde Welten niemals betrachten. Mögliche Welten können außerdem nicht weiter zu etwas elementarerem reduziert werden. Sie unterscheiden sich im Inhalt, nicht in der Art. | „Wenn ich möglichen Welten Realismus zugestehe, meine ich das wörtlich. Mögliche Welten sind das, was sie sind, und kein anderes Ding. Wenn man mich fragt, was für eine Art Ding mögliche Welten sind, kann ich nicht die Art Antwort geben, die der Fragesteller möglicherweise erwartet: das heißt, einen Vorschlag, mögliche Welten auf etwas anderes zu reduzieren. Ich kann den Fragesteller höchstens darum bitten, zuzugeben, dass er weiß, was für eine Art Ding unsere aktuale Welt ist, und dann kann ich ihm erklären, dass mögliche Welten mehr Dinge dieser Art sind, die sich aber nicht in ihrer Art voneinander unterscheiden, sondern darin, welche Inhalte jeweils auf ihnen passieren.“ (Übersetzung) „Warum beinhalten alle die Possibilia nicht eine einzige mögliche Welt? Oder, als anderes Extrem, warum ist nicht jedes mögliche Neutrino eine mögliche Welt für sich? […]Nichts ist so weit weg von uns im Raum, oder so weit weg von uns in der Zukunft, dass es nicht Teil von unsrer Welt wäre.“(Übersetzung) |
| Stalnaker | Kontrafaktualanalyse/nähere mögliche Welten (gemeinsam mit David Lewis entwickelt) | Nach...“ ihrer „…Analyse wird die Wahrheit von kontrafaktischen Aussagen. (d. h. von Aussagen, die diskutieren, was geschehen wäre, wenn das und das der Fall gewesen wäre) durch die Wahrheit der dazu am nächsten liegenden möglichen Welt (oder der Menge der dazu am nächsten liegenden möglichen Welten) bestimmt, in der diese Bedingungen auftreten. Dabei liegt eine mögliche Welt W1 hinsichtlich R umso näher zu einer anderen möglichen Welt W2, je höher die Anzahl gleicher Sachverhalte bezüglich R ist, die sowohl in W1 als auch in W2 vorliegen. Je verschiedener diese Sachverhalte, desto weiter voneinander entfernt werden die beiden Welten hinsichtlich R liegen. Betrachte nun den folgenden Bedingungssatz: „Wenn Angela Merkel 2005 nicht Bundeskanzlerin der BRD geworden wäre, hätte es Gerhard Schröder wieder geschafft.“ Dieser Satz wird nun unter der „Mögliche Welten“-Analyse dahingehend gedeutet, dass er die folgende Aussage zum Ausdruck bringen wollte: „Für alle zu unserer wirklichen Welt in den relevanten Rücksichten nächstliegenden möglichen Welten gilt: Hätte Angela Merkel 2005 nicht die Bundestagswahlen der BRD gewonnen, wäre Gerhard Schröder stattdessen Bundeskanzler geworden.“ Wenn es nun eine (in den relevanten Hinsichten) nächstliegende mögliche Welt gibt, in der Gerhard Schröder nicht Bundeskanzler geworden wäre, muss, so die Analyse, die obige Aussage falsch sein. | Lewis bringt beider gemeinsame Theorie u. a. in diese Formel: „F □ → G ist wahr in der aktualen Welt genau dann wenn (I) irgendeine F-Welt, in der G gilt, näher an der aktualen Welt ist als alle F-Welten, in denen G nicht gilt, oder wenn (II) es keine möglichen F-Welten gibt.“ |
| Heißler   | Betrachtungsmittel aller möglichen Welten                                          | Philosophie stehe für das Betrachtungsmittel aller möglichen Welten und außerhalb aller: Sie müsse sich wie eine Muse ständig sich selbst entäußern, um Philosophie zu sein. Schon Sokrates einziger Satz „Ich weiß, dass ich nichts weiß“ würde die Philosophie zu einer „Wissen“schaft machen, da sie in die Fachwelt des Nichtwissens spezialisiert wäre. | "Die Philosophie bleibt unverwüstlich in möglichem Nichtwissen, alle anderen Wissenschaftsfächer jedoch vergänglich in ihrem festen Wissen. Philosophie ist wie der Wind der Möglichkeiten in der Wüste des Wissensstaubs. Der Staub wird hin- und hergeweht, für Argumentationen, Pros und Contras und Widerlegungen alter Theorien... |
| Bricker   | Vorwurf gegen Lewis’ Rekombinationsprinzip                                         | „Mit dem Prinzip der Rekombination…“ zerlege man „…auf „geheimnisvolle“ Weise die Dinge“[…] und setze sie wieder zusammen. | „So“ ist gemäß Bricker „ein fliegendes Schwein ja nicht nur ein „reduziertes“ Schwein, an das Flügel gesteckt seien, sondern eines, das auch die entsprechenden DNA-Strukturen habe, nach denen man das Schwein, wie es scheint, unterteilen und analysieren könnte.“ |
| Jeffrey   | linguistischer Ersatzismus (u. a. Jeffrey)                                         | Alle Ersatzwelten lassen sich sprachlich, de dicto, beschreiben. Der Ersatzismus ist die Gegentheorie zum modalen Realismus. Abstrakte Ersatzwelten statt der konkreten Welten des modalen Realismus. Es gibt ausschließlich eine konkrete Welt unter allen. | „Wenn das Gespräch über mögliche Welten zu metaphysisch scheint, können wir unsre Aufmerksamkeit auf Romane selbst lenken und von einem vollständigen und zusammenhängenden Roman als Mögliche Welt sprechen.“ |

## Vergleich mit derViele-Welten-Interpretationder Quantenmechanik
Einige Interpretationen der modernen Quantenmechanik postulieren eine Realexistenz Vieler Welten. Mindestens jedes eindeutige Messergebnis eines quantenmechanischen Prozesses ist demzufolge in einer Welt realisiert. Darüber hinaus können auch die zwischenzeitlichen Systemzustände als in verschiedenen Welten realisiert verstanden werden. Sofern man eine offene Zukunft annimmt, existieren dieser Interpretation zufolge schon im ersten Fall unendliche viele parallele Welten. Die Attraktivität dieser Interpretationen besteht darin, dass sie eine realistische Deutung für zwei Eigenarten der Quantenmechanik geben: erstens der von der Theorie nur mit Wahrscheinlichkeitsbewertungen voraussagbaren Ergebnisse, zweitens der von ihr postulierten Überlagerung von Systemzuständen während des Zeitverlaufs zwischen Messvorgängen. Dies ist allerdings nicht die einzige realistische Interpretation der Quantenmechanik, gegen sie werden diverse Gegenargumente vorgebracht und daneben existieren diverse nichtrealistische Interpretationen (welche weder für die nicht realisierten Messergebnisse noch für Theorieaussagen über überlagerte Zustände je eigene ontologisch realexistente Wahrmacher annehmen).
Die ontologischen Verpflichtungen dieser Interpretation der Quantenmechanik sind immens, aber weit geringer als diejenigen eines Realismus bezüglich möglicher Welten. Denn die Menge der durch die Quantenmechanik zugelassenen Weltzustände ist nur eine Teilmenge der logisch möglichen Sachverhaltskombinationen. Wer daher für eine Viele-Welten-Interpretation der Quantenmechanik votiert, ist nicht bereits auf einen Realismus bezüglich logischer möglicher Welten festgelegt. Auch umgekehrt kann der Realist bezüglich logischer möglicher Welten die unterschiedlichsten Interpretationen der Quantenmechanik akzeptieren. Er muss lediglich keine zusätzlichen ontologischen Bedenken haben, seine Ontologie unzulässig anzureichern, wenn er eine Viele-Welten-Interpretation akzeptiert.

## Weiterführende Literatur
- D.M. Armstrong (1997): A World of States of Affairs. Cambridge: Cambridge University Press, ISBN 0-521-58948-7
- Saul Kripke (1982): Naming and Necessity. London: Harvard University Press, ISBN 0-674-59846-6
- David Lewis (1986): On the Plurality of Worlds. Oxford & New York: Basil Blackwell, ISBN 0-631-13994-X
- Reinhart Heißler (2010): David Lewis’ Mögliche Welten. Marburg: Tectum, ISBN 978-3-8288-2239-9
- G.W. Leibniz (2005): Die Theodizee. Frankfurt: Suhrkamp, ISBN 3-518-28865-2
- Joseph Melia (2003): Modality. McGill-Queen's University Press, ISBN 0-7735-2481-9
- John Divers (2002): Possible Worlds. London: Routledge, ISBN 0-415-15556-8
- Michael J. Loux (Hrsg.) (1979): The Possible and the Actual. Ithaca & London: Cornell University Press, ISBN 0-8014-9178-9
- Jesús Padilla Gálvez (1989): Referenz und Theorie der möglichen Welten. Frankfurt/M. u. a.: Peter Lang, ISBN 3-631-40780-7
- Adrian Brücker (2012): Notwendigkeit, Erfahrungsabhängigkeit und Sicherheit. Berlin: WVB, ISBN 978-3-86573-652-9